# Gat mort
A Gat mort folyó Franciaország területén, a Garonne bal oldali mellékfolyója.

## Földrajzi adatok
Landes megyében ered 92 méterrel a tengerszint felett, és Beautiran-nál torkollik a Garonne-ba. Hossza 37 km.

## Megyék és városok a folyó mentén
- Landes
- Gironde: Cabanac-et-Villagrains, Saint-Selve, Castres-Gironde, Beautiran